# مرشوایلر
مرشوایلر (به فرانسوی: Merschweiller) یک کمون در فرانسه است که در Canton of Sierck-les-Bains واقع شده‌است.

## خصوصیات
مرشوایلر ۵٫۷۶ کیلومترمربع مساحت و ۱۶۴ نفر جمعیت دارد و ۳۱۱ متر بالاتر از سطح دریا واقع شده‌است.